# Bataille de Josselin
Chouannerie
La bataille de Josselin se déroule pendant la Chouannerie, lors de l'expédition de Quiberon. Le 16 juillet 1795, les Chouans tentent de prendre d'assaut la ville de Josselin. Ils parviennent à s'emparer d'une partie de la ville mais, dépourvus d'artillerie, ils ne peuvent prendre les points fortifiés et doivent battre en retraite devant les renforts républicains.

## La bataille
Le 16 juillet, alors que le même jour l'armée émigrée se fait battre à Quiberon, l'armée chouanne doit attaquer Josselin défendue par 400 soldats républicains sous les ordres du commandant Ropert. Le combat s'engage à midi, les Chouans culbutent un premier détachement devant la ville, à Saint-Jean-des-Prés, puis entrent dans la place par la porte Saint Nicolas. Les Républicains abandonnent la ville aux Chouans pour se retrancher dans le château, où quelques femmes de Josselin font le coup de feu avec les soldats. Mais dépourvus d'artillerie, les Chouans doivent renoncer à s'en emparer. De plus le général républicain Henri Crublier d'Opterre arrive avec des renforts de deux colonnes républicaines, la première sur la route de Ploërmel où elle se heurte à Rohu, la seconde sur celle de Loudéac. Le général Tinténiac décide d'évacuer Josselin et ses troupes se portent sur Mohon près un accrochage avec les renforts. Selon une lettre de l'admistrateur de Josselin au département, les pertes sont de 6 morts et 15  à   16 blessés pour les Républicains et de 200 hommes pour les Chouans. Les pertes des Chouans sont en fait de 8 hommes tués ainsi qu'un nombre de blessés à peu près égal à ceux des républicains qui sont transportés à Kerguéhennec, en Bignan,.
| « Nous avons été attaqués, le 16 du courant, par une horde de plus de six mille Chouans, d'après le rapport d'un volontaire fait prisonnier à Sarzeau et échappé ensuite. Le 16, vers les onze heures du matin, le brave Ropert, commandant temporaire de la place, qui a eu le bras droit cassé dans l'action, envoya un détachement de 59 hommes de la 179e demi-brigade faire une reconnaissance vers Saint-Servan, où l'on avait vu environ 150 hommes vêtus en rouge. Ce détachement rencontra l'ennemi près de Saint-Jean-des-Prés; la fusillade s'engagea, le commandant fit partir un second détachement pour favoriser le premier: l'un et l'autre se replièrent avec précipitation. L'ennemi ne trada pas de se présenter à la porte Saint-Nicolas, où la fusillade s'engagea. Il se rendit maître de la promenade et se répandit dans le faubourg Saint-Martin. Le feu devint très vif sur ce point: il avait en outre lancé sur la route de Malestroit des colonnes qui inquiétaient vivement les postes du faubourg Glatinier. Partout il trouva des gens bien décidés à se battre vaillamment. Irrité de cette résistance, le chef de cette horde se qualifiant de chevalier de Tinténiac, maréchal des camps et armées de Louis XVIII, fit sommer la garnison de se rendre sous un quart d'heure, avec menace de déployer la plus grande rigueur en cas de refus. On y répondit par des cris de Vive la République...vaincre ou mourir. La rage redoubla; on mit le feu à la maison de la citoyenne Michelot, près la porte St-Martin, dans l'intention de le propager aux maisons environnantes et de s'ouvrir un passage. La porte resta intacte; alors on mit le feu à plusieurs maisons de patriotes et aux magasins. Sur la fin de l'action qui se prolongea jusqu'à six heures et demie avec la plus grande chaleur, un autre combat s'engagea sur la lande de Mivoie, entre Josselin et Ploërmel. Environ 250 hommes, venant de Ploërmel, parvinrent à s'ouvrir un passage à travers une colonne ennemie de quatorze à quinze cents hommes. Une troisième affaire s'engagea dans le même temps sur le chemin des forges de la Nouée, et l'ennemi n'y fut pas plus heureux. Notre perte est de six hommes et quinze à seize blessés; celle des brigands est d'environ deux cents hommes. Nous devons faire ici l'éloge des citoyennes Menager, Bonno, et de beaucoup d'autres qui ont montré autant de courage et que de présence d'esprit: la première, au milieu du combat, allait porter des cartouches aux postes; la seconde ayant sauvé des mains des brigands un officier du bataillon d'Ille-et-Vilaine, qui avait eu la jambe cassée, l'emporta dans ses bras. » — Rapport de l'administration républicaine de Josselin, 24 juillet 1795 |

| « Arrivés devant la ville de Josselin le général, qui n'avait pas encore digéré son ressentiment contre moi, me fit entrer dans la ville par un chemin étroit en face de la tour où la garnison s'était retirée, et d'où les balles nous arrivaient comme grêle. Obligés de traverser un petit pont, nous le trouvâmes convert des chapeaux et des sabots de ceux qui nous avaient devancés, et les rejetant des deux côtés, nous le traversâmes l'arme au bras et sans sourciller, et sans même avoir reçu aucune blessure. Rendus sur une place au centre de la ville, nous reçûmes une décharge de coups de fusils d'une maison voisine, qui blessa cinq hommes et en tua deux à côté de moi, mais dont aucun n'était des miens. Je fis briser les portes et mettre le feu dans la maison qui était occupée par la gendarmerie; m'occupant ensuite à enlever les blessés, je reçus l'ordre d'évacuer la ville par la route de Ploërmel; à peine étions nous dehors poursuivis par la garnison, que nous fûmes chargés par soixante cavaliers, venus de cette dernière ville. Sautant alors dans un champ, nous bordâmes le fossé et repoussâmes cette cavalerie, montrant la contenance d'hommes expérimentés. Pendant que nous étions ainsi aux prises avec l'ennemi, notre armée, sortie en désordre de Josselin, se réunissait pêle-mêle en haut d'une plaine derrière nous, et Georges, indigné de ce qu'on nous laissât ainsi engagés, accourait en criant : Qui m'aime me suive ! et se portait rapidement à notre secours. Il fut fier de notre conduite et le général daigna dire que c'était bien. Deux hommes cependant me manquaient; Yves Danic, de Carnac, et Pierre Lesneven, d'Auray, n'ayant pu sortir de la ville en même temps que nous, furent coupés dans leur retraite et ne purent nous joindre qu'après notre retour dans le parc. » — Mémoires de Jean Rohu |